# Fachanwalt für internationales Wirtschaftsrecht
Der Fachanwalt für internationales Wirtschaftsrecht wurde von der 5. Satzungsversammlung der Bundesrechtsanwaltskammer am 6./7. Dezember 2013 als 21. Fachanwaltschaft beschlossen. 
Rechtsanwälte können diese Zusatzqualifikation erwerben, wenn sie für den Nachweis der theoretischen Kenntnisse einen entsprechenden Fachanwaltslehrgang mit mindestens 120 Stunden absolviert und drei Klausuren bestanden haben. Der Fachanwaltslehrgang muss nach § 14 n Fachanwaltsordnung (FAO) die folgenden theoretischen Kenntnisse vermitteln:
1. Kollisionsrecht (IPR) der vertraglichen und außergerichtlichen Schuldverhältnisse
2. internationales Zivilprozess- und Schiedsverfahrensrecht
3. international vereinheitlichtes Handelsrecht
4. international vereinheitlichtes Gesellschaftsrecht
5. Europäisches Beihilfen- und Wettbewerbsrecht
6. Grundzüge der Regelung zur Korruptions-, Betrugs- und Geldwäschebekämpfung im internationalen Rechtsverkehr
7. Grundzüge im internationalen Steuerrecht
8. Grundzüge der Rechtsvergleichung
Die praktischen Kenntnisse müssen gemäß § 5 I lit. u Fachanwaltsordnung durch 50 bearbeitete Fälle nachgewiesen werden, von denen mindestens 5 rechtsförmlich vor deutschen oder ausländischen Gerichten oder Behörden durchgeführt werden müssen.

## Statistik
Zum 1. Januar 2024 sind 246 Fachanwälte für internationales Wirtschaftsrecht in Deutschland zugelassen.